# عبد الله بن الهادي
الأديب الشَّاعر أبو القاسم عبد الله بن موسى الهادي بن مُحمَّد المهدي بن عبد الله المنصور بن مُحمَّد بن علي بن عبد الله العبَّاسي الهاشمي القرشي هو أمير عبَّاسي، وابن الخليفة موسى الهادي، وأمُّهُ أمة العزيز، وأخوه جعفر بن الهادي المُرشَّح لخلافة أبيه. عُرف عبد الله بكونه أديبًا فاضلًا وشاعرًا.

## نسبه
هو عبد الله بن موسى الهادي بن مُحمَّد المهدي بن عبد الله المنصُور بن مُحمَّد بن علي بن عبد الله بن العبَّاس بن عبد المُطَّلب بن هاشم الهاشميُّ القُرشيُّ.
والده هو الخليفة العبَّاسي الرابع موسى الهادي (حكم 169 – 170هـ / 785 – 786م).
أمُّهُ أم ولد تُدعى أمَّة العزيز، جارية من أصلٍ فارسي.

## أسرته
لعبد الله بن الهادي عددٌ من الإخوة، هم: جعفر بن الهادي، وإسحاق، وإسماعيل، وسليمان، والعبَّاس، وموسى الأعمى، وأم العبَّاس، وأم عيسى (زوجة الخليفة العبَّاسي عبد الله المأمون).

## أدبه وشعره
وُصف الأمير عبد الله بن الهادي بأنه كان أديبًا فاضلاً وله شعر. ومن شعره المنسوب إليه قوله:
وله أيضًا قوله:

### فهرس المنشورات
1. 1 2 3  الكازروني (1970)، ص. 123.
2. ↑  الكازروني (1970)، ص. 123-124.
3. ↑  الكازروني (1970)، ص. 124.

### معلومات المنشورات كاملة
الكتب مرتبة حسب تاريخ النشر
- ظهير الدين الكازروني (1970)، مختصر التاريخ من أول الزمان إلى منتهى دولة بني العباس، تحقيق: مصطفى جواد، سالم الآلوسي، بغداد: المؤسسة العامة للطباعة، OCLC:4771288367، QID:Q125826463